# ECAHA 1907

Sezona 1907 lige ECAHA je potekala od 3. januarja do 10. marca. Moštva so igrala deset tekem. Montreal Wanderers so osvojili prvenstvo neporaženi, edini poraz v sezoni jim je zadalo moštvo Kenora Thistles na izzivu za Stanleyjev pokal. 

## Ligaške zadeve

### Izvršilni odbor
- Fred McRobie (predsednik)
- Thomas D'Arcy McGee, Ottawa (1. podpredsednik)
- Gordon Blair, Quebec (2. podpredsednik)
- Emmett Quinn, Shamrocks (tajnik-blagajnik)

Nationals in Grand Trunk so zaprosili za klub, a niso dobili tričetrtinske podpore.

### Spremembe pravil
- Moštva imajo lahko profesionalce, kot tudi amaterje.
- Potem ko plošček zadene vratarja, lahko moštvo v obrambi igra z odbitkom, brez da bi sodnik piskal prepovedani položaj.
- Če se igralec poškoduje v prvem polčasu, si lahko vzame 10 minut za sedenje na klopi in regeneracijo. Dokler se poškodovani igralec ne vrne, mora tudi nasprotno moštvo vzeti enega igralca z ledu.

## Redna sezona
Frank McGee (Ottawa) se je upokojil, da bi sledil svoji vladni karieri. Pred sezono je Ottawa potovala v Winnipeg, da bi odigrala serijo ekshibicijskih tekem proti MHA moštvom, med drugim tudi proti moštvu Kenora Thistles, ki je nato pripotovalo na vzhod, da bi odigralo izziv za Stanleyjev pokal proti Montrealu.

### Vrhunci
Na tekmi med Ottawo in Wanderersi 12. januarja se je odvil pretep. Videti je bilo možno veliko nasilja s palico, Charles Spittal (Ottawa) je udaril Cecila Blachforda v glavo, Alf Smith je zadel Hoda Stuarta v glavo in Harry Smithje zlomil nos Ernestu Johnsonu. Wanderersi so sicer vseeno zmagali s 4-2.
Po tekmi je bilo sklicano posebno ligaško srečanje, da bi sankcionirali pretepače. V moštvih Victorias in Wanderers so želeli, da bi se Spittala in Alfa Smitha suspendiralo za preostanek sezone, a nobeden od igralcev ni bil suspendiran. Zaradi tega je odstopil predsednik McRobie, nasledil ga je Darcy McGee. 
Ob naslednjem gostovanju Ottawe v Montrealu, proti moštvu Victorias, je tri hokejiste Ottawe aretirala montrealska policija. Za svoja dejanja sta Alf Smith in Spittal naposled dobila globo 20 $, Harry Smith pa ni bil spoznan za krivega. 
Tesno je bilo v bitki za naslov vodilnega strelca lige, saj je zmagal Ernie Russell (Wanderers) z 42 goli na 9 tekmah, tik za njim se je uvrstil Russell Bowie z 38 goli na 10 tekmah. 

### Končna lestvica
| Moštvo               | OT | Z  | P | R | GF  | GA  |
| -------------------- | -- | -- | - | - | --- | --- |
| Montreal Wanderers   | 10 | 10 | 0 | 0 | 105 | 39  |
| Ottawa Hockey Club   | 10 | 7  | 3 | 0 | 76  | 54  |
| Montreal Victorias   | 10 | 6  | 4 | 0 | 101 | 70  |
| Montreal Hockey Club | 10 | 3  | 7 | 0 | 58  | 83  |
| Quebec Hockey Club   | 10 | 2  | 8 | 0 | 62  | 88  |
| Montreal Shamrocks   | 10 | 2  | 8 | 0 | 52  | 120 |

### Izidi
| Mesec   | Dan | Gosti     | Izid | Gostitelji | Izid |
| ------- | --- | --------- | ---- | ---------- | ---- |
| Januar  | 2   | Wanderers | 6    | Victorias  | 5 OT |
| Januar  | 5   | Montreal  | 5    | Shamrocks  | 3    |
| Januar  | 5   | Quebec    | 1    | Ottawa     | 6    |
| Januar  | 9   | Wanderers | 6    | Montreal   | 3    |
| Januar  | 12  | Ottawa    | 2    | Wanderers  | 4    |
| Januar  | 12  | Victorias | 10   | Quebec     | 1    |
| Januar  | 16  | Victorias | 16   | Shamrocks  | 3    |
| Januar  | 19  | Shamrocks | 2    | Ottawa     | 6    |
| Januar  | 19  | Quebec    | 8    | Montreal   | 15   |
| Januar  | 23  | Victorias | 12   | Montreal   | 6    |
| Januar  | 26  | Ottawa    | 12   | Victorias  | 10   |
| Januar  | 26  | Wanderers | 11   | Quebec     | 3    |
| Januar  | 30  | Shamrocks | 5    | Montreal   | 3    |
| Februar | 2   | Montreal  | 2    | Ottawa     | 5    |
| Februar | 2   | Quebec    | 8    | Shamrocks  | 11   |
| Februar | 6   | Wanderers | 5    | Victorias  | 2    |
| Februar | 9   | Ottawa    | 5    | Quebec     | 4 OT |
| Februar | 9   | Montreal  | 3    | Wanderers  | 16   |
| Februar | 13  | Shamrocks | 7    | Victorias  | 19   |
| Februar | 16  | Victorias | 7    | Ottawa     | 16   |
| Februar | 16  | Quebec    | 5    | Wanderers  | 13   |
| Februar | 19  | Shamrocks | 5    | Wanderers  | 18   |
| Februar | 23  | Ottawa    | 12   | Shamrocks  | 6    |
| Februar | 23  | Montreal  | 5    | Quebec     | 9    |
| Februar | 27  | Montreal  | 8    | Victorias  | 13   |
| Marec   | 2   | Wanderers | 10   | Ottawa     | 6    |
| Marec   | 2   | Quebec    | 6    | Victorias  | 7    |
| Marec   | 6   | Shamrocks | 5    | Wanderers  | 16   |
| Marec   | 9   | Ottawa    | 6    | Montreal   | 8    |
| Marec   | 9   | Shamrocks | 5    | Quebec     | 17   |

### Vratarji
| Vratar            | Klub      | OT | GA  | SO | GAA  |
| ----------------- | --------- | -- | --- | -- | ---- |
| Riley Hern        | Wanderers | 10 | 39  |    | 3.9  |
| Percy LeSueur     | Ottawa    | 10 | 54  |    | 5.4  |
| Nathan Frye       | Victorias | 10 | 70  |    | 7.0  |
| Charles Doddridge | Quebec    | 4  | 30  |    | 7.5  |
| White             | Montreal  | 10 | 83  |    | 8.3  |
| Paddy Moran       | Quebec    | 6  | 58  |    | 9.7  |
| Currie            | Shamrocks | 10 | 120 |    | 12.0 |

### Vodilni strelci
| Igralec         | Klub      | OT | G  |
| --------------- | --------- | -- | -- |
| Russell, Ernie  | Wanderers | 9  | 42 |
| Bowie, Russell  | Victorias | 10 | 38 |
| Russell, Blair  | Victorias | 10 | 25 |
| Smith, Harry    | Ottawa    | 9  | 21 |
| Sargent, Grover | Montreal  | 10 | 20 |
| Hale, Chandler  | Victorias | 7  | 18 |
| Smith, Alf      | Ottawa    | 9  | 17 |
| Shore, Hamby    | Ottawa    | 10 | 17 |
| Johnson, Ernie  | Montreal  | 10 | 15 |
| Constantine     | Quebec    | 7  | 15 |

## Izzivi za Stanleyjev pokal
Sezona 1907 je imela dva zmagovalca Stanleyjevega pokala, moštvi Montreal Wanderers in Kenora Thistles.

### Wanderers: New Glasgow
Wanderersi so en izziv za Stanleyjev pokal igrali že pred sezono in premagali moštvo New Glasgow Cubs v dveh tekmah z 10-3 in 7-2, 27. in 29. decembra 1906. To je bil prvi izziv za Stanleyjev pokal, v katerem so igrali profesionalni igralci, saj so Wanderersi in ostala moštva iz lige ECAHA pričela z mešanjem profesionalcev in amaterjev v svojih postavah. 
| Datum                                    | Zmagovalec         | Izid | Poraženec        | Lokacija       |
| ---------------------------------------- | ------------------ | ---- | ---------------- | -------------- |
| 27. december 1906                        | Montreal Wanderers | 10–3 | New Glasgow Cubs | Montreal Arena |
| 29. december 1906                        | Montreal Wanderers | 7–2  | New Glasgow Cubs | Montreal Arena |
| Montreal je zmagal s skupnim izidom 17-5 |                    |      |                  |                |

### Wanderers: Kenora, v Montrealu
Wanderersi so en izziv za Stanleyjev pokal igrali kar med sezono in izgubili proti moštvu Kenora Thistles z 2-4 in 6-8, 17. in 21. januarja. Za Kenoro so igrali Tom Hooper, Tommy Phillips in Art Ross, vsi so bili kasneje sprejeti v Hokejski hram slavnih lige NHL. Ross je bil "ringer", saj je bil član moštva Brandon Wheat Kings in je bil Kenori posojen le za izzivalne tekme. 
| Datum                                   | Zmagovalec      | Izid | Poraženec          | Lokacija       |
| --------------------------------------- | --------------- | ---- | ------------------ | -------------- |
| 17. januar 1907                         | Kenora Thistles | 4–2  | Montreal Wanderers | Montreal Arena |
| 21. januar 1907                         | Kenora Thistles | 8–6  | Montreal Wanderers | Montreal Arena |
| Kenora je zmagala s skupnim izidom 12-8 |                 |      |                    |                |

### Kenora: Brandon
Kenora je nato igrala in zmagala v končnici lige MPHL proti Brandonu v dveh tekmah, s čimer je ubranila Stanleyjev pokal v dveh tekmah, serija se je sicer igrala na dve zmagi. Kenora si je za to končnico pridobila Alfa Smitha in Rata Westwicka iz Ottawe, kajti sezona lige ECAHA se je že končala. Ob času igranja serije je tedanji skrbnik Stanleyjevega pokala William Foran določil, da Smith in Westwick ne smeta igrati v seriji. Ko je bilo serije konec, je liga MPHL izrazil svoje neodobravanje Foranove odločitve glede izključitve obeh hokejistov.
| Datum                                   | Zmagovalec      | Izid | Poraženec          | Lokacija       |
| --------------------------------------- | --------------- | ---- | ------------------ | -------------- |
| 16. marec 1907                          | Kenora Thistles | 8–6  | Brandon Wheat City | Winnipeg Arena |
| 18. marec 1907                          | Kenora Thistles | 4–1  | Brandon Wheat City | Winnipeg Arena |
| Kenora je zmagala serijo z 2–0 v zmagah |                 |      |                    |                |

### Wanderers: Kenora, v Winnipegu
Kenora je nadaljevala in dodala Alfa Smitha in Rata Westwicka v postavo za izziv proti željam Williama Forana. Serija bi se morala pričeti 21. marca v Kenori, a se je Montreal pritožil glede uporabe Smitha in Westwicka in izrazil željo, da bi se serija igrala v Winnipegu. Foran je določil, da oba igralca ne smeta igrati. Kljub temu sta kluba 23. marca začela serijo v Winnipegu. Mediji so Forana obvestili, da je Montreal opustil svojo pritožbo in da sta kluba nameravala igrati v vsakem primeru. Foran je nato grozil, da bo pokal odnesel nazaj v Ottawo:

Če kluba ignorirata navodila skrbnikov pokala in družno sprejemata, da bosta igrala serijo, čeprav sta bila Westwick in Smith obveščena, da ne smeta igrati na trenutnih tekmah za Stanleyjev pokal, bo serija obravnavana kot neveljavna in skrbniki bodo sprejeli ukrepe. Pokal bo ostal v lasti skrbnikov, dokler raznovrstne hokejske lige ne bodo poučene o standardu spodobnega športa.
Kluba sta skrbnikove besede prezrla in odigrala serijo. Kakorkoli, Foran si je kasneje premislil, ko so Wanderersi osvojili pokal, in dejal, da lahko Wanderersi obdržijo pokal, saj niso preklicali svoje pritožbe.
| Datum                                    | Zmagovalec         | Izid | Poraženec          | Lokacija       |
| ---------------------------------------- | ------------------ | ---- | ------------------ | -------------- |
| 23. marec 1907                           | Montreal Wanderers | 7–2  | Kenora Thistles    | Winnipeg Arena |
| 25. marec 1907                           | Kenora Thistles    | 6–5  | Montreal Wanderers | Winnipeg Arena |
| Montreal je zmagal s skupnim izidom 12-8 |                    |      |                    |                |

## Kenora Thistles, zmagovalci Stanleyjevega pokala, januar 1907

### Postava
Centri
- Billy McGimsie
- Harry Westwick (rover)†,
- Fred Whitcroft (rover)†.

  Krila
- Roxy Beaudro
- Tom Phillips (kapetan)
- Russell Phillips††
- Alf Smith (desno krilo)†

  Branilci
- Tom Hooper (prav tako rover)
- Art Ross (point)††
- Silas Griffis (coverpoint)
- Joe Hall (coverpoint)††

  Vratarji
- Eddie Giroux

  Neigralci
- Fred Hudson (direktor), James Link (trener/pomočnik)
- J.F McGillvary (tajnik/blagajnik), Lowrey Johnson (predsednik)&

- † Niso bili del moštva, ko je Kenora osvojila Stanleyjev pokal januarja 1907. Kakorkoli, Harry Westwick, Fred Whitcroft in Alf Smith so se nato pridružili moštvu marca 1907, da so igrali proti Brandonu na dveh tekmah.
- †† Zapustili moštvo po osvojitvi Stanleyjevega pokala, Art Ross, Russell Phillips in Joe Hall niso bili del moštva, ko je Kenora premagal Brandon v 2 tekmah končnice lige MPHL.
- &-Neznan z moštvene slike.

### Vrezano v Stanleyjev pokal
Kenora je vrezala svoje ime v čašo Stanleyjevega pokala.

## Montreal Wanderers, zmagovalci Stanleyjevega pokala, marec 1907

### Postava
Centri
- Frank "Pud" Glass (rover)
- Ernie Liffiton (prav tako krilo)
- Cecil Blachford (kapetan)
- Jack Marshall

  Krila
- Ernie Moose Johnson
- Ernie Russell

  Branilci
- Rod Kennedy (point)
- Billy Strachan (point)
- Lester Patrick (prav tako rover)
- Hod Stuart (coverpoint)

  Vratarji
- William Riley Hern

  Neigralci
- James Strachan (predsednik), Clarence McKerrow (častni predsednik)
- Dickie Boon (športni direktor), George Guile (tajnik/blagajnik)
- Tom Hodges (častni tajnik), William Jennings (podpredsednik)
  - Robert Stephanson (častni blagajnik), Bob Ahern (častni podpredsednik)
- Bert Strachan (direktor), Paul Lefbvre (trener)†
- Mr. Chipcase (neznan)††

### Vrezano v Stanleyjev pokal
Wanderersi so v čađo pokala vrezali imena 20 članov. Prvič se je zgodilo, da so bili člani zmagovalnega moštva uradno vrezani na pokal.
- †Paul Lefebvre (trener) je bil prisoten na moštveni fotografiji, a ni napisan na pokalu.[5] Po sezoni so Stanleyjev pokal ukradli z doma Montrealovega fotografa Jimmyja Rica po moštveni fotografiji. Ko ni bil nihče pripravljen plačati odkupnine za pokal, so ga našli na Ricovem pragu. Njegova žena je pokal do jeseni uporabljala kot lonček za pelargonije na okenski polici.[5]
- †† Kdo je bil Mr. Chipcase? Lahko je bil William "Bill" Chipcase, ki je pokal osvojil leta 1910 z Wanderersi. Lahko je bil njegov starejši brat Charlie Chipcase, ali kdo drug.

Mr. Chipcase je edino neznano ime, ki je bilo kadarkoli vrezano na Stanleyjev pokal.
Dve imeni, od S. Van Sickla in H.L. Linalla, sta bili vrezani na pokal tisto sezono.